# Chrysomèle rayée du concombre
Acalymma vittatum
Espèce
La Chrysomèle rayée du concombre (Acalymma vittatum) est une espèce d'insectes coléoptères de la famille des Chrysomelidae, originaire d'Amérique du Nord.
Ce coléoptère est un ravageur des cultures de Cucurbitaceae, tant au stade larvaire qu'au stade adulte (imago). C'est en outre un vecteur de maladies bactériennes et virales.
Il adore les fleurs de courgette. On peut recenser jusqu'à dix chrysomèles mangeant une seule fleur en même temps. Il est conseillé de laver les fleurs de courgette avant de les frire afin d'enlever cet insecte vorace. En anglais, son nom est Striped cucumber beetle.
Un truc pour piéger les chrysomèles consiste à les attirer vers un gobelet en plastique jaune enduit de colle et monté sur un poteau.

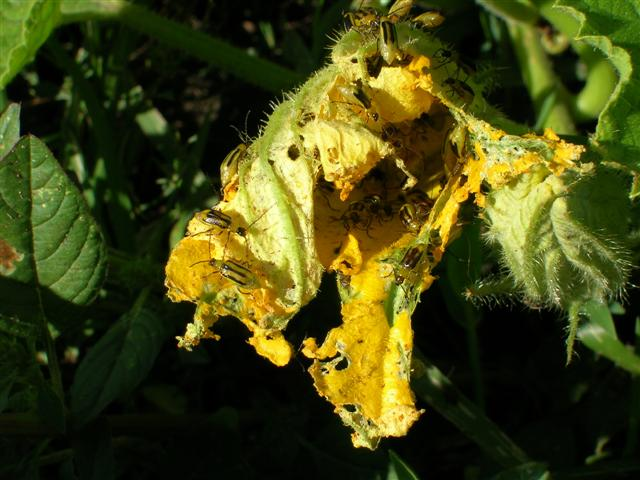
Chrysomèles sur une fleur